# 內部外部演算法
內部外部演算法（英語：inside-outside algorithm）是一種重新檢驗隨機上下文無關文法生成機率的方式，由詹姆斯·K·貝克於1979年提出，是一個一般化的向前向後演算法，用來作為隨機上下文無關文法其隱馬爾可夫模型的屬性評估。這種演算法是用來計算某種期望值，舉例來說，可以用來成為最大期望算法（一種無監督的學習演算法）的一部分。

## 外部連結
- An implementation of the algorithm by Mark Johnson
- （页面存档备份，存于）
- [永久]